# Haos (dinamica neliniară)
Haosul este un proces deterministic neliniar care pare aleator. Este o descriere foarte bună a haosului și originii acestuia în cartea lui James Gleick, intitulată “Chaos: Making a New Science” (1987). 
Haosul este interesant din mai multe motive. În literatura fluctuațiilor în afaceri, există două moduri pentru a genera fluctuații output (de ieșire). În modelele serii-cronologice Box-Jenkins, economia se află în echilibru stabil, dar este perturbată în permanență de șocuri externe (ex: războaie, starea vremii). Comportamentul dinamic al economiei apare ca rezultat al acestor șocuri externe. În modelele de creștere haotică, economia urmează o dinamică neliniară care se auto-generează, dar nu se stinge niciodata. Faptul ca fluctuațiile economice pot fi generate pe plan intern, are un anumit farmec intuitiv.
Sursa:    Dinamica Neliniara si Haos. Aplicatii pentru Pietele Financiare
Autor: David A. Hsieh
The journal of Finance, vol. 46, Nr. 5/ Decembrie 1991